# Khedrup Gyatso
Khedrup Gyatso, född 1 november 1838, död 31 januari 1856, var den elfte inkarnationen av Dalai Lama i Gelug-skolan i den tibetanska buddhismen.
Han föddes i samma by i Kham som den sjunde Dalai Lama hade fötts i och han identifierades som inkarnationen av den tionde Dalai Lama 1840. Han besteg tronen i Potalapalatset den 25 maj 1842 och han avlade sina munklöften vid elva års ålder.
På 1840-talet hotades Tibet av den sikhiske kungen Gulab Singh, som invaderade västra Tibet med sikhiska och ladakhiska trupper. Under Khedrup Gyatsos levnad drabbades även Qingdynastin av Opiumkriget och Taipingupproret, vilket försvagade imperiets grepp över Tibet ytterligare.
1855 tog han över det världsliga styret i Tibet, men han avled bara ett år senare, vilket innebar att han var den tredje Dalai Laman i en följd som avlidit alldeles för ung för att kunna ha konsoliderat sin makt.
Han skrev en rad strofer som samlades i Berättelsen om apor och fåglar (Bya sprel gyi gtam-rgyud), vilken i allegorisk form skildrar krigen mellan tibetaner och gurkhas på 1700-talet